# Patinação artística nos Jogos Pan-Americanos de 2015 - Feminino
A competição feminina da patinação artística sobre rodas nos Jogos Pan-Americanos de 2015 foi disputada por oito patinadoras no Direct Energy Centre nos dias 11 e 12 de julho. 

## Calendário
Horário local (UTC-4).
| Data        | Horário | Fase                 |
| ----------- | ------- | -------------------- |
| 11 de julho | 18:20   | Programa curto       |
| 12 de julho | 18:05   | Programa longo Final |

## Medalhistas
| Ouro   | ARG Giselle Soler      |
| Prata  | BRA Talitha Haas       |
| Bronze | CHI Marisol Villarroel |

## Resultados
| Pos.              | Patinador           | País               | Programa curto | Programa longo | Total |
| ----------------- | ------------------- | ------------------ | -------------- | -------------- | ----- |
| Medalha de ouro   | Giselle Soler       | ARG Argentina      | 519.70         | 1              | 1     |
| Medalha de prata  | Talitha Haas        | BRA Brasil         | 498.30         | 2              | 2     |
| Medalha de bronze | Marisol Villarroel  | CHI Chile          | 479.70         | 3              | 3     |
| 4                 | Kailah Macri        | CAN Canadá         | 470.80         | 4              | 4     |
| 5                 | Nataly Otalora      | COL Colômbia       | 464.00         | 6              | 5     |
| 6                 | Courtney Donovan    | USA Estados Unidos | 447.70         | 5              | 6     |
| 7                 | Alejandra Hernandez | MEX México         | 419.60         | 7              | 8     |
| 8                 | Eduarda Fuentes     | ECU Equador        | 418.50         | 8              | 7     |